# Loropéni
Loropéni è un dipartimento del Burkina Faso classificato come comune, situato nella provincia di Poni, facente parte della Regione del Sud-Ovest.

## Geografia
Il dipartimento si compone del capoluogo e di altri 69 villaggi: Bakénao, Barkoura, Barryèra, Békora-Kpantionao, Bonkolou, Bopta, Dakoura, Dimolo, Dipéo, Djégbanao, Djégonao, Dougasso, Dountéla, Filandé, Foutara, Hobikoko, Inguilbo, Irina, Kabaniora, Kassita, Koro, Kpanlou, Kpantionao, Kparryèra, Kpèra, Kpidara, Kpossara, Lakar, Laura, Lerbi, Lerbira, Lokosso-Dioula, Lokosso-Gan, Minièra, Nakanhoura, Nambi, Nantira, Niantana, Niofrèra, N'tonkira, Obiré, Ollongo, Parkoura, Pokarana, Pourtionao, Sagué, Sandokoro, Sarandaye, Silapinéra, Silara, Sinara, Soronkina, Soukèra, Tako, Tako-Yoyora, Tangourbi, Tapira, Tiéfindougou, Tikéra, Tinkira, Tiogagara, Tiopanao, Tiosséra, Toimbi, Toumpéna, Trimbio, Yérifoula-Dioula, Yérifoula–Gan e Zono.

## Rovine di Loropéni
Le rovine di Loropéni sono un sito archeologico situato nel dipartimento omonimo del Burkina Faso. Nel giugno del 2009 il sito è stato incluso fra i patrimoni dell'umanità dell'UNESCO per il suo valore culturale (la richiesta di inserimento era stata presentata il 9 marzo 2009).

### Descrizione
L'area dichiarata patrimonio dell'umanità UNESCO copre 1.113 ettari situati nell'area abitata dai Lobi, nei pressi dei confini del Burkina Faso con Costa d'Avorio, Ghana e Togo. Le rovine sono i resti delle mura in pietra di un imponente fortilizio che viene datato intorno alla fine del I millennio d.C. e che testimonia la presenza di una fiorente civiltà, probabilmente connessa al commercio trans-sahariano di oro. Tali mura costituiscono la parte meglio conservata di un più ampio complesso che comprendeva altre 9 fortezze e circa un centinaio di strutture minori in muratura.
Questa zona, tra il XIV secolo ed il XVII secolo, era abitata da popolazioni che estraevano e lavoravano l'oro, Koulango e Lokron. Buona parte è ancora da scavare.